# 五代了平
五代 了平（ごだい りょうへい、1985年10月20日 - ）は、日本の俳優。フリー。愛知県みよし市出身。身長176cm。

## 来歴・人物
3歳の頃に父の仕事でアメリカに移住し、5年間ロサンゼルスで生活する。
英語を日常会話レベルで話すことができる。
2009年3月に横浜国立大学経済学部国際経済学科を卒業。
大学生時代には民謡研究会合唱団というサークルに入り、和太鼓を主に練習していた。
大学在学中より芝居を始める。
初舞台は2008年、現在吉本新喜劇の座員である吉岡友見が当時旗揚げメンバーとして参加していた劇団・タムチックの旗揚げ公演「猫とお姉さんの恋のはなし」である。
趣味は映画鑑賞、舞台鑑賞、バスケ、ダーツ、テレビゲーム。
音楽に関しては、普通のボーカル入りの曲よりも、ボーカルの入っていないカラオケバージョンの方が好きである。
特に好きな曲は宇多田ヒカルのFINAL DISTANCEと桜流しである。
温泉ソムリエの資格を持っており温泉巡りが好きで、また、色々な入浴剤を試すのも好きである。
2015年3月まで「鈴木了平」という芸名で活動していた。
姉がひとりいる。

## 作品

### 舞台
2008年
- タムチック旗揚げ公演 「猫とお姉さんの恋のはなし」岸波綾香演出 -シスコ、クレトン 役

2009年
- タムチック第2回公演「eat,egg,east」小林真梨恵演出
- O-MATSURI企画merrymaker　第6回公演「Dolce!」隈部雅則演出-鬼怒川達役
- タムチック第3回公演「名曲サンドウィッチ2」岸波綾香演出-黒服役
- 劇団どりぃむふぁくとりーさくら公演「白雪姫」宮崎京子演出-王子役

2010年
- 劇団つばめ組第4回公演「ハルシオン・デイズ」仲条裕演出-平山明生役

2011年
- Seiren Musical Project 第24弾公演「雨に唄えば」品川六行会ホール　浮谷泰史演出-ドン・ロックウッド役（主役）
- Air Studio プロデュース「オサエロ」小林秀平演出-中原修役（主役）

2012年
- Air Studio プロデュース「Kiss Me You 〜がんばったシンプー達へ〜」新国立劇場・小ホール　藤森一朗演出-平井吉之役
- Air Studio プロデュース「MOTHER　〜特攻の母　鳥濱トメ物語〜」新国立劇場・小ホール　藤森一朗演出-大原誠
- ちょっかい王×Like a Galaxy合同企画公演「Iridescent Clouds」柴原麻里子演出-レッド役（主役）

2013年
- 劇団空感エンジン　第6回本公演「ドゥーグヌァードカーン・ペ！」シアターグリーン・ビッグツリーシアター　藤森一朗演出-斉藤さとし役
- 劇団空間エンジンプロデュース「SAKURA」三好忠幸演出-平野寅之助役（主役）
- Air Studio プロデュース「Kiss Me You 〜がんばったシンプー達へ〜」新国立劇場・小ホール　藤森一朗演出-平井吉之役
- amiPro「ZIPANGパイレーツ」池袋あうるすぽっと　菅野臣太朗演出-安藤瞬役

2014年
- Air Studio プロデュース 「信長」新宿スペースゼロ　藤森一朗演出-池田恒興役
- 「きかんしゃトーマスファミリーミュージカル」全国公演　藤森一朗演出-機関士P役
- Air Studio プロデュース「MOTHER　〜特攻の母　鳥濱トメ物語〜」ルネこだいら　大ホール 新国立劇場・小ホール 鎌倉芸術館　大ホール 藤森一朗演出-金山文博役
- 「暗転セクロスw」上野ストアハウス　岡本貴也演出-ユウ役

2015年
- Air Studio プロデュース「十二人の怒れる人々」大橋由紀子演出-8号役（主役）
- PocketSheepS　第13回公演「双鱗姫」TACCS1179　太田友和演出-秋雨甚兵衛役
- 地下空港　座高円寺提携公演「タガタリススムの、的、な。」座・高円寺1　伊藤靖朗演出-レポーター・カザナリヨリオ役
- 劇団空間演人プロデュース「六畳一間で愛してる」栗本有美子演出-坂井真一役
- Air Studio プロデュース「GO!JET!GO!GO! PARADICE LIVE Vol.1」大地役
- Air Studio プロデュース「MOTHER　〜特攻の母　鳥濱トメ物語〜」天王洲・銀河劇場

コラニー文化ホール /小ホール 愛知芸術劇場/小ホール 岐阜市文化センター/小劇場 梅田芸術劇場/シアタードラマシティ　藤森一朗演出-荒木田春雄役
- 「きかんしゃトーマスファミリーミュージカル」全国公演　藤森一朗演出-機関士P役

### 映画
2012年
- 『すべては「裸になる」から始まって』中町サク監督-ニューハーフ役

2013年
- 「100回泣くこと」廣木隆一監督-結婚式来賓役
- 「永遠の0」山崎貴監督-飛行兵役

### TV
2014年
- 「モノイズム」アサヒ飲料　なないろwater’s   テレビ東京  イメージモデル

### CM
2012年
- マルハン

2013年
- 日野自動車デュトロ

### MV
2012年
- Berryz工房「cha cha SING」フラッシュモブVer.